# Mooney M20

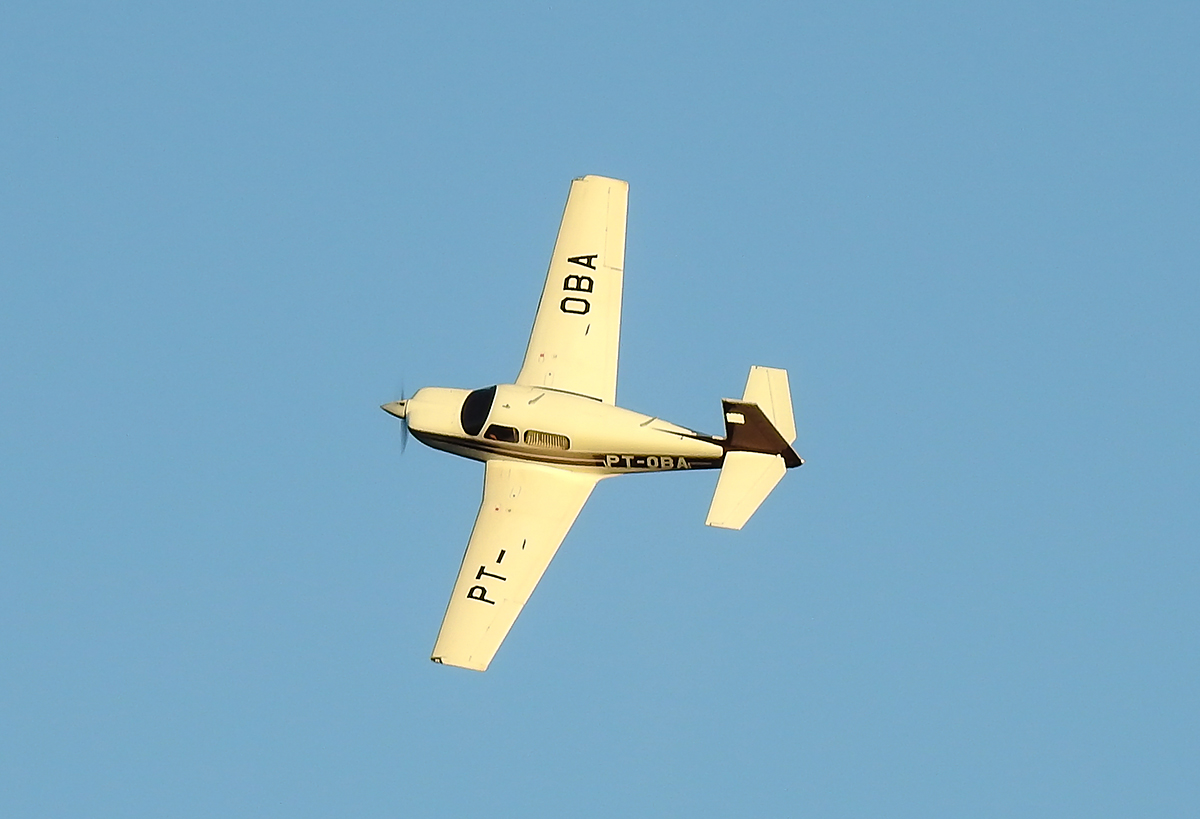
Mooney M20J-201 PT-OBA no Clube de Ultraleve do Piauí

O Mooney M20 é uma família de monomotores a pistão fabricado pela Mooney Airplane Company.
O M20 foi o design nº 20 de Al Mooney, e seu maior sucesso. A série foi produzida em muitas variações ao longo dos últimos 60 anos, desde os modelos M20 e M20A em 1955, de asas de madeira, ao atual M20TN Acclaim Type S, que estreou em 2016. Ao longo das décadas, mais de 11.000 unidades foram construídas.
Em 5 de Novembro de 2008, a empresa anunciou que estava interrompendo toda a produção, como resultado da recessão final da década de 2000, mas ainda iria fornecer peças e suporte para a frota existente.
Com a injeção de capital chinesa após a compra da empresa, a produção do M20 foi retomada em fevereiro de 2014, e desde então, lançou mais dois modelos M20, bem como dois novos modelos M10.
A série Mooney M20 é produzido em três comprimentos da fuselagem: a "fuselagem curta" (M20 através M20E), "fuselagem média" (M20F através M20K) e "fuselagem longa" (M20L através M20V). Embora todos os M20S tenha quatro assentos, o aumento do comprimento da fuselagem forneceu espaço para as pernas dos passageiros na traseira, mas com uma ligeira diminuição de desempenho. Outras melhorias de avião ao longo dos anos na maioria dos casos mais do que compensou os efeitos de uma fuselagem mais longa; para um motor semelhante e vintage, por exemplo, o modelo de curta-fuselagem é mais rápido, por exemplo, M20E vs M20F.

## Especificações (2007 Mooney Acclaim M20TN)
Dados do site da Mooney Airplane Company.

### Características gerais
- Tripulação: 1 piloto
- Capacidade de passageiros: 3 passageiros
- Comprimento: 8,15 metros
- Envergadura : 11,1 metros
- Altura: 2,5 metros
- Área da asa: 16,3 m²
- Peso vazio: 1,074 kg
- Max. peso de decolagem: 1,528 kg
- Motorização: 1 × motor a pistão Continental TSIO-550-G turbo-normalizado com duplo turbo e intercooler duplo, refrigerado a ar, 6 cilindros horizontalmente opostos, de 280 cv (209 kW)

### Atuação
- Velocidade máxima: 448 km/h
- Velocidade de cruzeiro: 438 km/h
- Velocidade de estol: 98 km/h
- Alcance operacional: 2676 km
- Teto de serviço: 7625 metros
- Taxa de subida: 6,3 m/s
- Carga de alar: 96 kg/m²
- Relação peso-potência: 0,11 kW/kg (12,0 cv/lb)